# Suderburg
Suderburg é um município da Alemanha localizado no distrito de Uelzen, estado da Baixa Saxônia.
É membro e sede do Samtgemeinde de Suderburg.